# Ingénieur de la vision
Pour les articles homonymes, voir DIT.
Un ingénieur de la vision, chef-vidéo ou chef tec (en Suisse, opérateur vidéo; en anglais, digital imaging technician chief ou DIT) participe, sous le contrôle de la réalisation, à l'élaboration ou à la diffusion d'une production audiovisuelle destinée au public, à l'aide de matériels de prise de vues, de traitement de l'image (vidéo), de son ou de projection. En tant que chef vidéo à la télévision ou la captation de spectacles, ses tâches sont reliées principalement aux signaux vidéo. Il s’assure des installations des câblages ou des signaux sans fil, des adaptateurs des liaisons, de l'intercommunication, formats d’entrée et sortie des caméras, du "switch" (mixeur vidéo ou aiguilleur) et/ou "deck" d'enregistrement. 

## Fonction

### Production de télévision et captation de spectacles
Il détermine les conditions de mise en œuvre de l'équipement adaptées au type et au lieu de réalisation ou de diffusion. Il installe et met à niveau les studios de post-production image et son. Il peut aussi exercer des activités d'encadrement et d'animation d'une équipe.
En vidéo, il peut procéder à la mise en forme du produit simultanément à l'enregistrement ou à la création ou transformation d'images (effets sur la vidéo).
Responsable de la qualité de l’image télévisuelle, ce technicien va sur le plateau avant le début de l’émission pour régler les caméras en fonction des paramètres techniques établis par le directeur de la photographie, et obtenir ainsi des contrastes équilibrés, des couleurs pas trop prononcées, etc. Il s’assure au passage que toutes les caméras sont « raccord » entre elles, afin d’éviter des images et des couleurs trop différentes d’un plan à l’autre. Il peut être ou travailler en équipe avec le technicien CCU (Unité de contrôle de caméras). Il peut aussi placer des filtres sur les caméras pour atténuer la fatigue sur un visage ou pour gommer quelques rides.
Il doit trouver des solutions novatrices à des problèmes complexes en matière de technologie et de gestion des équipements. Définir les exigences et rechercher des solutions adéquates en vue de recommander des changements à la configuration de manière à améliorer l’efficacité, la fiabilité et l’utilité de l’application.
Tenir à jour une base de connaissances accessible aux utilisateurs afin de réduire au minimum les demandes de soutien externe.

### Cinéma numérique
L'ingénieur de la vision fait partie de l'équipe image sur un tournage cinéma numérique. Il est chargé des réglages et du bon fonctionnement du matériel numérique (caméra et accessoires, étalonnage des moniteurs de retour). Un assistant ("data wrangler") aura pour responsabilité de récupérer au fur et à mesure les données, de les sauvegarder et de les vérifier immédiatement.